# Mademoiselle Zazie
Mademoiselle Zazie est une série télévisée d'animation française créée et réalisée par Romain Villemaine, produit par Cyber Group Studios, diffusée à partir du 24 août 2013 sur France 5 dans Zouzous. 
Cette série est une adaptation de la série éponyme écrite par Thierry Lenain et illustrée par Delphine Durand, publiée aux éditions Nathan. Les bibles littéraire et graphique sont signées Thierry Lenain et Delphine Durand.

## Synopsis
Dans ce dessin animé, on peut voir Zazie, l'héroïne du dessin animé, à l'école, à la plage, à la maison, avec tous ses amis dans différentes aventures.

## Voix originales
- Coralie Vanderlinden : Zazie
- Mélanie Dermont : Max, Alfredo, Emma
- David Macaluso : Clodomir, Olivier
- Raphaëlle Bruneau : Tarek
- Maia Baran : Pedro, Exaucée
- Michel Hinderyckx : M. Lebreton
- David Manet : Mike
- Fanny Roy : Mlle Nadon
- Béatrice Wegnez : Cindy
- Audrey d'Hulstère : voix additionnelles

## Personnages
- Zazie
- Max
- Exaucée
- Cindy
- Pedro
- Tarek
- Alfredo
- Clodomir